# Hà Thạch
Hà Thạch là một xã thuộc thị xã Phú Thọ, tỉnh Phú Thọ, Việt Nam.
Xã Hà Thạch có diện tích 10,88 km², dân số năm 1999 là 9.802 người, mật độ dân số đạt 901 người/km².